# Louis Arrighi de Casanova

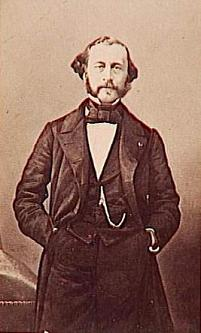
Louis Arrighi de Casanova

Erneste-Louis-Henri-Hyacinthe Arrighi de Casanova, Herzog von Padua (* 26. September 1814 in Paris; † 28. März 1888 ebenda) war ein französischer Politiker.

## Leben
Er war ein Sohn des Generals Jean Toussaint Arrighi de Casanova, Herzog von Padua. Er wurde 1849 von Napoléon III. zum Präfekten von Versailles, 1852 zum Requetenmeister im Staatsrat, 1853 zum Senator ernannt, fungierte vom Mai bis November 1859 als Minister des Innern und wurde später Mitglied des Generalrats des Départements Seine-et-Oise. Er war nach 1870 einer der Führer der bonapartistischen Partei und begrüßte als Haupt derselben am 16. März 1874 den für mündig erklärten kaiserlichen Prinzen in Chislehurst, England.
Arrighi wurde auf dem Pariser Friedhof Père-Lachaise begraben.

## Auszeichnungen
- 9. November 1859: Großkreuz der Ehrenlegion

| Vorgänger                | Amt                                                         | Nachfolger       |
| ------------------------ | ----------------------------------------------------------- | ---------------- |
| Claude Alphonse Delangle | Innenminister von Frankreich 5. Mai 1859 – 1. November 1859 | Adolphe Billault |

Dieser Artikel basiert auf einem gemeinfreien Text aus Meyers Konversations-Lexikon, 4. Auflage von 1888 bis 1890.
| Personendaten    | Personendaten                                      |
| ---------------- | -------------------------------------------------- |
| NAME             | Arrighi de Casanova, Louis                         |
| ALTERNATIVNAMEN  | Arrighi de Casanova, Erneste-Louis-Henri-Hyacinthe |
| KURZBESCHREIBUNG | französischer Politiker                            |
| GEBURTSDATUM     | 26. September 1814                                 |
| GEBURTSORT       | Paris                                              |
| STERBEDATUM      | 28. März 1888                                      |
| STERBEORT        | Paris                                              |